# فخرة (كويرات)
فخرة (بالفارسية: فخره) هي قرية تقع في إيران في Kavirat Rural District. يقدر عدد سكانها بـ 490 نسمة بحسب إحصاء 2016.